# کنیک ریور، آلاسکا
کنیک ریور (به انگلیسی: Knik River) شهری در بخش ماتانوسکا-سوسیتنا ایالت آلاسکا است که جمعیت آن در سرشماری سال ۲۰۰۰ میلادی ۵۸۲ نفر بوده‌است.